# H.225.0
H.225.0 ist ein Substandard von H.323.
Das Hauptanliegen von H.225 ist die Definition von Nachrichten:
Rufsignalisierung
Etablieren, kontrollieren und beenden eines H.323-Rufes. Die Rufsignalisierung von H.225 basiert auf den ISDN-Rufprozeduren, Standard Q.931.
RAS Signalisierungsfunktion
Registrierung durchführen, Zugang, Bandbreitenänderungen, Status und Abmeldeprozeduren zwischen Endpunkten und einem H.323 Gatekeeper. Diese Menge an Nachrichten wird RAS (Registration Admission and Status) genannt. Die RAS Signalisierungsfunktion verwendet einen separaten Kanal.
Das Kodieren der Nachrichten erfolgt unter Verwendung des Q.931 User-to-User Information Elements. Die Nachrichten selbst werden gemäß den Packed Encoding Rules (PER) der ASN.1 kodiert.